# Leipzig-Plagwitz Industriebahnhof

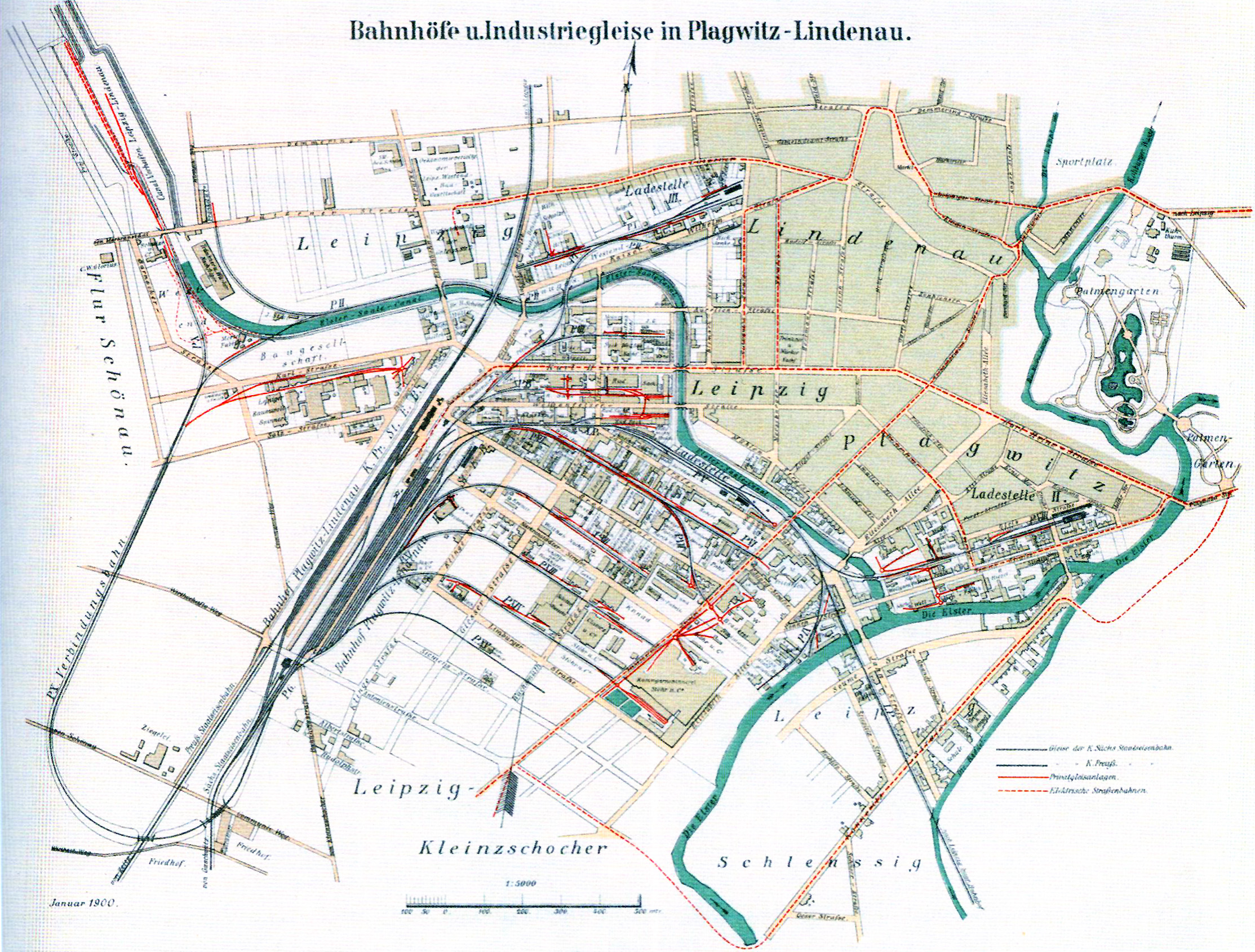
Spårplan år 1900 över bangård och industrier.

Leipzig-Plagwitz Industriebahnhof var en godsbangård i Plagwitz i Leipzig. Bangården var till för industrier i Plagwitz och Lindenau. 1899 var godsbangården Leipzigs största med en årlig omsättning på 739 665 ton gods.

## Depå
Lokdepån anlades 1935 av Deutsche Reichsbahn och hade två stall, ett i den forna Saxiska och ett i den Preussiska delen av driftsplatsen. Det före detta preussiska stallet väster om järnvägen Leipzig–Probstzella har fyra stall och betecknades som skjul 1. Den användes till en början för att ställa upp och hantera person- och godstågslok, senare även växellok. Vägen till stallet gick via en 16-meters vändskiva från företaget Krüger, Krage och Co. 